# Gura Vitioarei
Gura Vitioarei est une commune roumaine du județ de Prahova, dans la région historique de Valachie et dans la région de développement du Sud.

## Géographie
La commune de Gura Vitioarei est située dans le centre-nord du județ, sur les rives de la Teleajen, dans les collines subcarpathiques de la Prahova, à 3 km au sud de Vălenii de Munte et à 22 km au nord de Ploiești, le chef-lieu du județ.
La municipalité est composée des cinq villages suivants (population en 1992) :
- Bughea de Jos (1 021) ;
- Făgetu (1 269) ;
- Fundeni (794) ;
- Gura Vitioarei (1 978), siège de la municipalité ;
- Poiana Copăceni (1 015).

## Politique et administration
| Période                                  | Période  | Identité         | Étiquette | Qualité |
| ---------------------------------------- | -------- | ---------------- | --------- | ------- |
| Les données manquantes sont à compléter. |          |                  |           |         |
| 2004                                     | 2016     | Gheorghe Tirifon | PNL       |         |
| 2016                                     | En cours | Constantin Lungu | PSD       |         |

| Parti | Parti                                      | Sièges |
| ----- | ------------------------------------------ | ------ |
|       | Parti social-démocrate (PSD)               | 6      |
|       | Parti national libéral (PNL)               | 2      |
|       | Indépendant                                | 1      |
|       | Parti national démocrate (PND)             | 1      |
|       | Alliance des libéraux et démocrates (ALDE) | 1      |

## Démographie
En 2002, la commune comptait 6 022 Roumains (99,35 %) et 38 Roms (0,62 %). On comptait à cette date 2 200 ménages et 2 300 logements.

### Religions
En 2002, la composition religieuse de la commune était la suivante :
- Chrétiens orthodoxes, 97,50 % ;
- Chrétiens évangéliques, 1,52 % ;
- Adventistes du septième jour, 0,36 % ;
- Baptistes, 0,34 %.

## Économie
L'économie de la commune repose sur l'agriculture (vergers), l'élevage, l'apiculture, le commerce et plusieurs entreprises artisanales.

## Communications

### Routes
Gura Vitioarei est située sur la route nationale DN1A Ploiești-Vălenii de Munte-Brașov. La route régionale DJ100G permet de rejoindre Vărbilău et Slănic.

### Voies ferrées
Gura Vitioarei est desservie par la ligne de chemin de fer Ploiești-Măneciu.

## Lieux et monuments
Gura Vitioarei, manoir Roșu (XVIIIe siècle).

## Personnalités
- Irina Loghin, (1939- ), chanteuse folklorique roumaine de grande réputation.